# Sevgil Musaieva
Sevgil Musaieva (Oekraïens: Севгіль Хайретдинівна Мусаєва, (Sevhil Khairetdynivna Musaieva) (Juma, Oezbekistan, 18 juni 1987) is een Oekraïens journalist, woonachtig in Kyiv. Ze is hoofdredacteur van de internetkrant Oekrajinska Pravda en oprichter van het KrymSOS webportaal. In 2022 ontving ze de International Press Freedom Award. Ook ontving ze zes keer de Oekraïense PREZZVANIE-prijs.

## Leven en werk
Sevgil Musaieva werd geboren in Juma, nabij Samarkand (Oezbekistan). Toen in 1989 de beperkingen tegen de Krim-Tataren in de Sovjet-Unie werden opgeheven keerde ze met haar familie terug naar de Krim. Het gezin vestigde zich in Kertsj. Tijdens haar schooltijd begon ze te publiceren in de nationale pers en vanaf de 9e klas volgde ze lessen aan een lokale journalistieke school.
Van 2004-2010 studeerde Musaieva aan het Journalistiek Instituut van de Universiteit van Kyiv. Ze was lid van de Kleine Academie van Wetenschappen en ontving een beurs van de Raad van Ministers van de Krim.

### Werk
De eerste baan van Musaieva was in Kyiv bij een sporttelevisiekanaal. In 2007 startte ze haar carrière in de zakelijke journalistiek bij het persbureau Ekonomichni novyny (Economisch nieuws). In 2008 stapte ze over naar de krant Delo en in februari 2009 werd ze verslaggever voor het blad Vlast Deneg, waar ze zich specialiseerde in de olie- en gassector en het brandstof- en energiecomplex. In juni 2011 ging ze aan de slag bij het tijdschrift Forbes Oekraïne. Ze verliet Forbes in augustus 2013 nadat het blad werd overgenomen door de gas- en oliemultimiljonair Serhiy Kurchenko.

#### Hubs
In de herfst van 2013 lanceerde Musaieva op Facebook het project Hubs, met de ambitie om een alternatief voor Forbes te creëren. De lancering van Hubs viel samen met het begin van de Euromaidan-protesten, en in de beginfase publiceerde men nieuws en reportages over de demonstraties. In februari 2014 stapte Hubs over van Facebook naar een apart zakelijk online magazine, waar Musaieva de hoofdredacteur van werd. Na de annexatie van de Krim in 2014 door Rusland was ze mede-initiatiefneemster van het project KrimSOS, dat betrouwbare informatie en hulp wilde bieden aan mensen op het gebied van veiligheid, verhuizing en voorzieningen.

#### Oekraïense Pravda
In oktober 2014 werd Musaieva hoofdredacteur van de online publicatie Oekraïense Pravda ('Oekraïense waarheid'). De krant specialiseert zich in onderzoeksjournalistiek, met name over corruptie. In november 2014 publiceerde het persbureau Reuters een onderzoek naar oligarch Dmytro Firtash en zijn banden met de Russische president Vladimir Poetin, waaraan Musaieva als co-auteur meewerkte. In oktober 2016 trad ze toe tot het Onafhankelijke Anticorruptiecomité voor Defensiekwesties, een project van Transparency International, ondersteund door het Nederlandse Ministerie van Buitenlandse Zaken. In 2016 werd ze genomineerd voor de Top 30 'onder de 30'-prijs van de Kyiv Post, de oudste engelstalige krant van Oekraïne. Een jaar later werd ze presentator op de Krim-Tataarse zender ATR.
In februari 2018 kreeg Musaieva een stipendium van het Reuters Instituut waardoor ze zes maanden kon studeren aan de Universiteit van Oxford. In augustus 2018 kreeg ze ook een stipendium van het Nieman Fellowship-programma voor journalistiek aan de Harvard Universiteit, waar ze 10 maanden studeerde. Ze keerde in juni 2019 terug naar Oekraïense Pravda, en nam in oktober van datzelfde jaar deel aan het fotoproject 17 цілей сталого розвитку (17 Duurzame ontwikkelingsdoelen) in het kader van de VN-campagne Be the Change.

## International Press Freedom Award
Musaieva werd in 2022 door het Amerikaanse tijdschrift Time uitgeroepen tot een van de 100 meest invloedrijke mensen van 2022. In datzelfde jaar was ze een van de winnaars van de International Press Freedom Award, een prijs die wordt uitgereikt door de ngo Committee to Protect Journalists. De winnaars worden geselecteerd vanwege hun verdediging van de persvrijheid, terwijl ze daarbij blootstonden aan aanvallen, bedreigingen en/of gevangenneming.

In haar toespraak bij het ontvangen van de prijs zei ze:
"Als een journalist sterft, sterven ook diens onvertelde verhalen, ongeschreven boeken, niet uitgebrachte films, en onvertelde waarheden. Juist daardoor wil je alles doen wat je kan, om de waarheid levend te houden. De waarheid overleeft zolang iemand bereid is voor haar te vechten. En daarom zullen er uiteindelijk woorden zijn om ook deze oorlog te beëindigen"